# Parque nacional de Saiful Muluk
El Parque nacional de Saiful Muluk está situado en el valle de Kaghan en el distrito de Mansehra de Khyber-Pakhtunkhwa, en el norte de Pakistán. El parque fue creado en 2003. El pintoresco lago Saif ul Maluk  se encuentra en el parque.
El parque nacional de Lulusar-Dudipatsar, incluyendo el lago Lulusar y el lago Dudipatsar, se encuentram junto al Parque Saiful Muluk Nacional en el valle de Kaghan, región del Valle de Naran. En conjunto, los parques protegen 88.000 hectáreas (220.000 acres).